# Feldbus
Ein Feldbus ist ein Bussystem, das in einer Anlage Feldgeräte wie Messfühler (Sensoren) und Stellglieder (Aktoren) zur Kommunikation mit einem Automatisierungsgerät verbindet. Wenn mehrere Kommunikationsteilnehmer ihre Nachrichten über dieselbe Leitung senden, dann muss festgelegt sein, wer (Kennung) was (Messwert, Befehl) wann (Initiative) sagt. Hierfür gibt es normierte Protokolle.
Die erste Generation der Feldbustechnik wurde in den 1980er Jahren entwickelt, um die bis dahin übliche Parallelverdrahtung binärer Signale sowie die analoge Signalübertragung durch digitale Übertragungstechnik zu ersetzen. Heute sind viele unterschiedliche Feldbussysteme mit unterschiedlichen Eigenschaften am Markt etabliert. Seit 1999 werden Feldbusse in der Norm IEC 61158 (Digital data communication for measurement and control – Fieldbus for use in industrial control systems) weltweit standardisiert. Die zweite Generation der Feldbustechnik basiert auf Echtzeit-Ethernet.

## Beschreibung
Für die Regelung oder Steuerung eines Systems sind mehrere bis viele Sensoren und Aktoren nötig.
Falls die Automatisierung elektrisch erfolgt, stellt sich die Frage, wie die Sensoren und Aktoren mit dem Automatisierungsgerät verbunden werden sollen. Zwei Grundvarianten sind möglich:
1. Vom Automatisierungsgerät aus wird je ein Leitungspaar zu jedem Sensor und Aktor gezogen (parallele Verdrahtung, Stern-Topologie).
2. Vom Automatisierungsgerät aus wird nur ein einziges Leitungspaar gezogen: Das Leitungspaar wird an jeden Sensor und Aktor herangeführt (serielle Verdrahtung, Bus-Topologie).

Mit steigendem Automatisierungsgrad einer Anlage oder Maschine wächst der Verkabelungsaufwand bei paralleler Verdrahtung aufgrund der größeren Anzahl der Ein-/Ausgabepunkte. Das ist mit großem Aufwand bei Projektierung, Installation, Inbetriebnahme und Wartung verbunden.
Die Anforderungen an die Kabel sind oft hoch, z. B. müssen spezielle Leitungen für die Übertragung von Analogwerten eingesetzt werden.
So wird die parallele Feldverdrahtung zu einem gravierenden Kosten- und Zeitfaktor in der Automatisierungstechnik.
Im Vergleich dazu ist die serielle Vernetzung der Komponenten im Feldbereich mittels sogenannter Feldbussysteme wesentlich kostengünstiger.
Der Feldbus ersetzt die parallelen Leitungsbündel durch ein einziges Buskabel und verbindet alle Ebenen, von der Feld- bis zur Leitebene. Unabhängig von der Art des Automatisierungsgeräts, z. B. speicherprogrammierbare Steuerungen (SPS) unterschiedlicher Hersteller oder PC-basierte Steuerungen, vernetzt das Übertragungsmedium des Feldbusses die Komponenten im Feld.
Anstelle mehrerer I/O-Karten wird eine Bus-Interface-Karte eingesetzt. Hierdurch wird der Platzbedarf im Schaltschrank verringert.

### Vorteile
Die Vorteile eines Feldbusses:
- geringerer Verkabelungsaufwand spart Zeit bei Planung und Installation
- Kabel, Rangierverteiler und Ausmaße des Schaltschranks werden reduziert
- Eigendiagnose durch das System möglich
- Höhere Zuverlässigkeit und bessere Verfügbarkeit durch kurze Signalwege
- Gerade bei analogen Werten erhöht sich der Schutz vor Störungen.
- Offene Feldbusse vereinheitlichen herstellerübergreifend Datenübertragung und Geräteanschluss. Komponenten verschiedener Hersteller sind zumindest hinsichtlich der Basiskommunikation leichter austauschbar.
- Erweiterungen oder Änderungen sind einfach durchzuführen und garantieren Flexibilität und somit Zukunftssicherheit.
- Die Festlegung von Messbereichen bei Messumformern ist nicht erforderlich. Die (visuelle) Anzeigeskala im Leitsystem kann jederzeit geändert werden.

### Nachteile
Die Nachteile eines Feldbusses:
- komplexeres System – qualifiziertere Mitarbeiter notwendig
- höherer Preis von Komponenten mit Feldbusfunktionalität
- aufwendige Messgeräte
- etwas längere Reaktionszeit
- Die kleinste tauschbare Einheit wird teurer.
- Durch die Vielzahl verschiedener Feldbusse sind Sensor-/Aktor-Hersteller gezwungen, mehrere Feldbusse zu unterstützen, was zusätzliche Kosten verursacht. Außerdem ist die Vorhersage, welche Feldbusse in Zukunft an Bedeutung gewinnen bzw. verlieren werden, sehr schwierig. Dadurch besteht die Gefahr von Fehlinvestitionen bei der Entwicklung von Feldbusankopplungen.
- Durch das zentrale Anbindungsprinzip kann bei einer Busstörung das Leitsystem von allen Sensoren und Aktoren abgeschnitten sein. Daher sind eventuell redundante Bussysteme erforderlich.

## Verschiedene Topologien
Verschiedene Topologien von Rechnernetzwerken sind:
|  |  |  |  |
|  |  |  |  |

## Normung
Seit 1999 werden Feldbusse für industrielle Anwendungen in der Norm IEC 61158 (Digital data communication for measurement and control – Fieldbus for use in industrial control systems) weltweit genormt. Die einzelnen Feldbusse werden in der Norm IEC 61784-1 als Communication Profile Families (CPF) geführt. Die neuen echtzeitfähigen Ethernet-basierten Feldbusse sind in der Norm IEC 61784-2 zusammengestellt. Jede Protokollfamilie kann weitere Feldbusse definieren. Die folgenden Protokollfamilien sind in der Norm aufgeführt:
| Familie | Version | Markenname                          |
| ------- | ------- | ----------------------------------- |
| CPF1    |         | FOUNDATION Fieldbus (FF)            |
|         | CPF1/1  | FF-H1 (Low Speed)                   |
|         | CPF1/2  | FF-HSE (High Speed Ethernet)        |
|         | CPF1/3  | FF-H2 (High Speed)                  |
| CPF2    |         | CIP (Common Industrial Protocol)    |
|         | CPF2/1  | ControlNet                          |
|         | CPF2/2  | EtherNet/IP                         |
|         | CPF2/3  | DeviceNet                           |
| CPF3    |         | PROFIBUS und PROFINET               |
|         | CPF3/1  | PROFIBUS DP                         |
|         | CPF3/2  | PROFIBUS PA                         |
|         | CPF3/3  | deprecated                          |
|         | CPF3/4  | PROFINET IO Conformance Class A     |
|         | CPF3/5  | PROFINET IO Conformance Class B     |
|         | CPF3/6  | PROFINET IO Conformance Class C     |
|         | CPF3/7  | PROFINET Conformance Class D        |
| CPF4    |         | P-NET                               |
| CPF5    |         | WorldFIP                            |
| CPF6    |         | INTERBUS                            |
| CPF7    |         | SwiftNet                            |
| CPF8    |         | CC-Link                             |
| CPF9    |         | HART                                |
| CPF10   |         | VNET/IP                             |
| CPF11   |         | TCnet                               |
| CPF12   |         | EtherCAT                            |
| CPF13   |         | Ethernet POWERLINK                  |
| CPF14   |         | EPA (Ethernet for Plant Automation) |
| CPF15   |         | Modbus                              |
|         | CPF15/1 | Modbus/TCP                          |
|         | CPF15/2 | RTPS                                |
| CPF16   |         | SERCOS                              |
|         | CPF16/1 | SERCOS I                            |
|         | CPF16/2 | SERCOS II                           |
|         | CPF16/3 | SERCOS III                          |
| CPF17   |         | RAPIEnet                            |
| CPF18   |         | SafetyNet p                         |
| CPF19   |         | MECHATROLINK                        |

## Verbreitete Feldbusse
- ARCNET, deterministischer, echtzeitfähiger Feldbus, eingesetzt in den Bereichen Automotive, Industrieautomatisierung (insb. Druckmaschinen) und Medizintechnik
- ARINC 629, schneller Avionik-Bus der Firma Arinc, eingesetzt in der Boeing 777
- AS-Interface (Actuator-Sensor-Interface), zum Anschluss von Sensoren und Aktuatoren
- BACnet, für Gebäudeleittechnik, aber auch teilweise bis zur Feldebene hinunter einsetzbar
- BITBUS
- CAN, z. B. im Automotive-Bereich
- CANopen (CAN-basierendes, höheres Protokoll), Standard für die Aufzugstechnik, Automatisierungstechnik, Fahrzeugaufbauten, Medizintechnik, Schiffselektronik. Gepflegt von CAN in Automation (CiA)
- CC-Link, im asiatischen Raum verbreiteter Bus für industrielle Applikationen
- ControlNet
- DALI, für Beleuchtungen in der Gebäudeautomatisierung
- DeviceNet (CAN-basierendes, höheres Protokoll)
- EIB, Europäischer Installationsbus, hauptsächlich für Hausinstallation, Vorgänger von KNX
- EtherCAT, Ethernet-basierender Feldbus in der Automatisierungstechnik
- Ethernet Powerlink, Ethernet-basierender Feldbus für den Maschinen- und Anlagenbau
- EtherNet/IP (Ethernet-basierendes, höheres Protokoll)
- FAIS-Bus, ein japanischer Feldbus-Standard
- Foundation Fieldbus (FF) der Fieldbus Foundation (Prozessautomation)
- FIP-Bus, französischer und italienischer Feldbus-Standard, Konkurrent zu Profibus
- FlexRay-Bus, eingesetzt im Automotive-Bereich (X-by-Wire)
- Hart Communication, für industrielle Feldgeräte
- Interbus, für Maschinenbau, Anlagenbau in Sonderausführung für Sicherheitstechnik
- KNX-Standard, für Gebäudeautomatisierung, Nachfolger von EIB
- LCN Local Control Network, universelles Gebäudeleitsystem
- LIN-Bus, eingesetzt im Automotive-Bereich
- LocoNet, für Modelleisenbahnen
- LON, hauptsächlich für Gebäudeautomation
- M-Bus (Feldbus), wird bei Verbrauchsmessgeräten verwendet, z. B. Stromzähler, Gaszähler, Wärmezähler
- MIL-STD-1553, eingesetzt hauptsächlich in der militärischen Luftfahrt
- Modbus, für Industrie
- MOST-Bus, eingesetzt im Automotive-Multimedia-Bereich
- MVB (Multifunction Vehicle Bus), für Schienenfahrzeuge IEC 61375
- P-NET
- PROFIBUS und PROFINET, für Roboter, Maschinenbau, Anlagenbau, Prozessautomation
- SafetyBUS p, für sicherheitsrelevante Anwendungen
- SERCOS interface, für Motion Control, CNC, Roboter, Maschinenbau, Anlagenbau
- SmallCAN, integratives low-cost/low-power System, hauptsächlich für Gebäudeautomatisierung (aber auch allgemeine Automatisierungstechnik)
- SMI, Standard Motor Interface, zur Ansteuerung von elektronischen Antrieben, z. B. für Jalousien oder Rollläden
- Spacewire
- T-Bus, hauptsächlich eingesetzt in Landwirtschaft, Bewässerungstechnik und Umwelt-Monitoring
- Time-Triggered Protocol (TTP)
- Traktionsbus
- VARAN, Ethernet-basierender Feldbus für die Automatisierung von Maschinen und Anlagen

## Sicherheitseigenschaften von Feldbussen
Sollen Feldbussysteme in Systemen eingesetzt werden, die einer Prüfung entsprechend Sicherheitsnormen wie etwa IEC 61508 oder EN 954-1 standhalten müssen, werden dem Bussystem einige spezielle Anforderungen auferlegt. Diese Anforderungen werden befriedigt beispielsweise durch redundanten Aufbau von Soft- und Hardware der Endgeräte und je nach Busprotokoll Maßnahmen wie laufende Zähler, CRCs, Quittierungen, Timeouts, Kennungen für Sender und Empfänger oder Redundanz mit Kreuzvergleich. Siehe dazu auch Sicherheitsanforderungsstufe, Sicherheitskonzept, Sicherheit. In der weltweit gültigen internationalen Norm IEC 61784-3: Industrial communication networks – Profiles – Part 3: Functional safety fieldbuses sind in der Ausgabe 2021 unterschiedliche Protokolle für sicherheitsgerichtete Feldbusse der Familien CPF 1, 2, 3, 6, 8, 12, 13, 14, 17 und 18 festgelegt.
Eine weitere Sicherheitsfunktion von Feldbussen bezieht sich auf die Arbeitssicherheit, sofern Personen durch gefährliche Bewegungen bedroht sind. Hierfür werden Not-Aus-Betätigungen, Verriegelungen von Sicherheitstüren für Maschinen und Roboter, Lichtgitter und Lichtvorhänge sowie optische Scanner u. a. eingesetzt und vernetzt. Derartige Einrichtungen sind abnahmepflichtig (z. B. Institut für Arbeitsschutz der Deutschen Gesetzlichen Unfallversicherung in St. Augustin und TÜV). Die Realisierung erfolgt unter Verzicht auf zusätzliche konventionelle Verdrahtungen zunehmend durch innovative Feldbuslösungen, die ohne oben genannte Redundanzkonzepte auskommen und auf einem normalen Sensor-Aktuator-Feldbus realisierbar sind. Näheres zu einem System mit "Safety at Work" und seiner Entstehung findet sich in den Artikeln AS-Interface, Horst Saalbach und Werner Kriesel.